# Национальный музей Кореи
Национальный музей Кореи (кор. 국립중앙박물관?, 國立中央博物館?, Государственный центральный музей) — крупнейший на территории Республики Корея исторический и художественный музей и культурный центр. Расположен в столице страны городе Сеуле. Находится в подчинении Министерства культуры, спорта и туризма. Является одним из самых посещаемых художественных музеев мира.
Музей был основан в 1945 году, в 2005 году переехал в новое здание, построенное специально для него в стиле продолговатой древнекорейской крепости. Здание музея выстроено из материалов с высоким пределом огнестойкости и способно выдерживать землетрясения магнитудой до 6,0 по шкале Рихтера, в нём предусмотрены системы естественного освещения и кондиционирования воздуха. На территории музейного комплекса расположены лектории, специальный детский музей, павильоны для выставок, а также рестораны и кафе. 

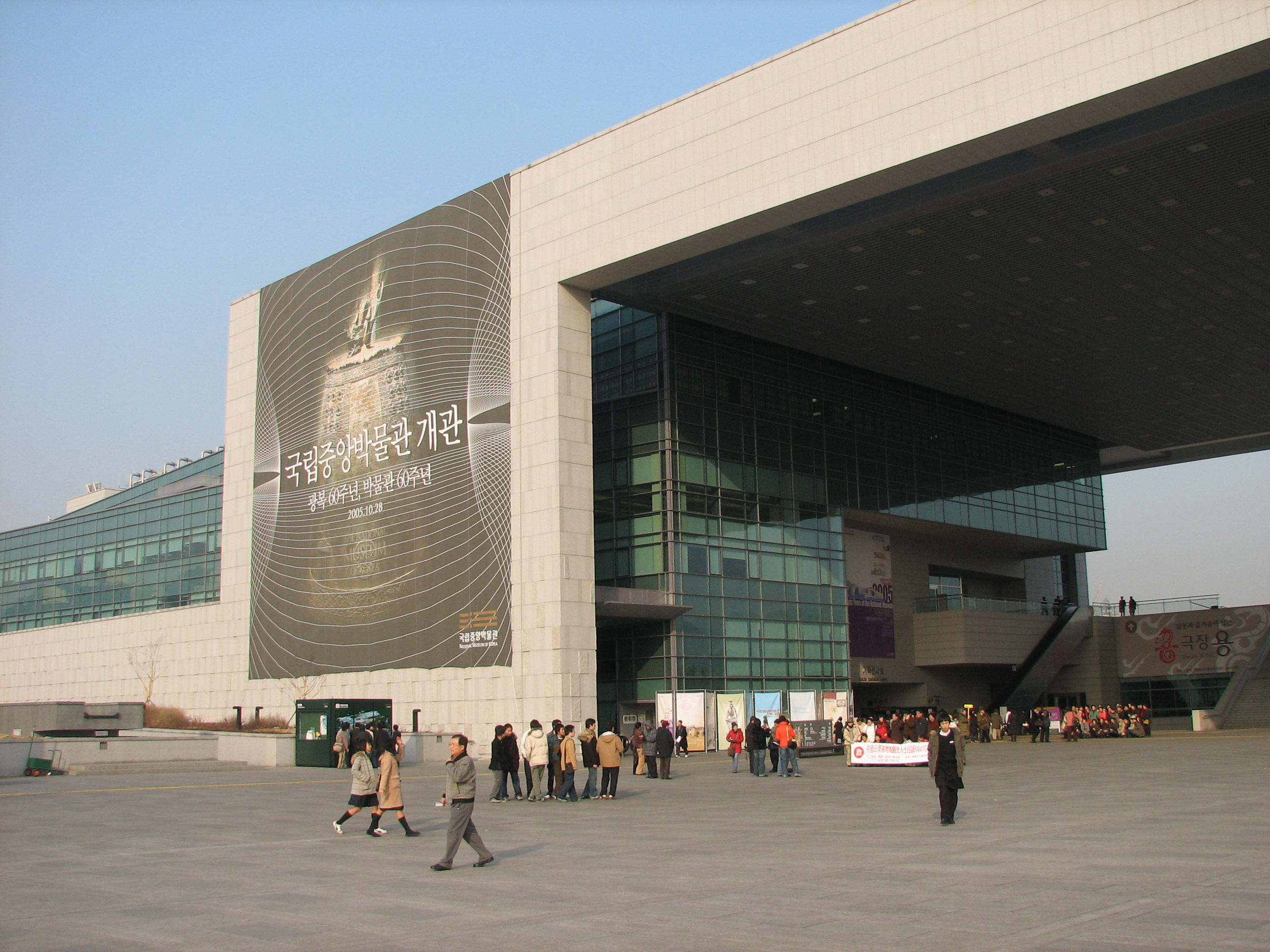
Вход в крыло с библиотекой, театром и детским музеем.

В выставочных павильонах расположены три иммерсивные виртуальные галереи: панорамные видеопроекции шедевров корейской живописи, экскурсия в гробницы Когурё с описанием их стенных росписей и изображения высокого разрешения (VR, AR) произведений искусства и артефактов, которые обычно находятся в хранилище музея.

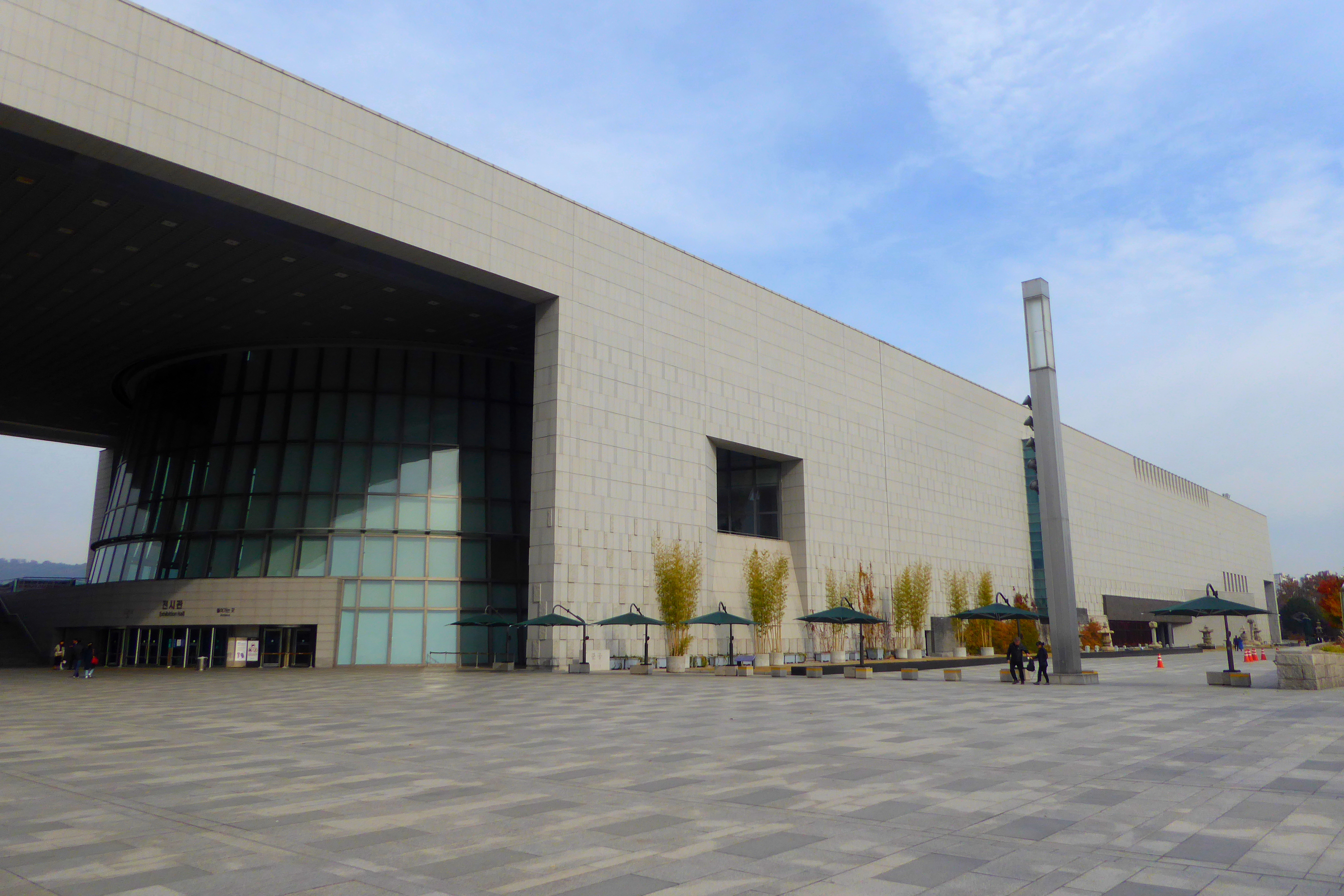
Основное выставочное крыло

Площадь музея составляет 137 201 м², что делает его одним из крупнейших музеев Азии и шестым по величине в мире; высота достигает 43,08 м. Общее число экспонатов исторических, художественных и археологических коллекций музея превышает 220 000, из которых посетителям для обозрения доступно порядка 13 000. Среди экспозиций музея есть как постоянно действующие, так и временные выставки, при нём существуют научные и образовательные программы различной направленности.
Вход в музей свободный. В 2013 году число посетителей музея превысило 3,1 миллиона человек.

## Структура

### Выставочное крыло (постоянные и специальные выставки)

#### 1 этаж

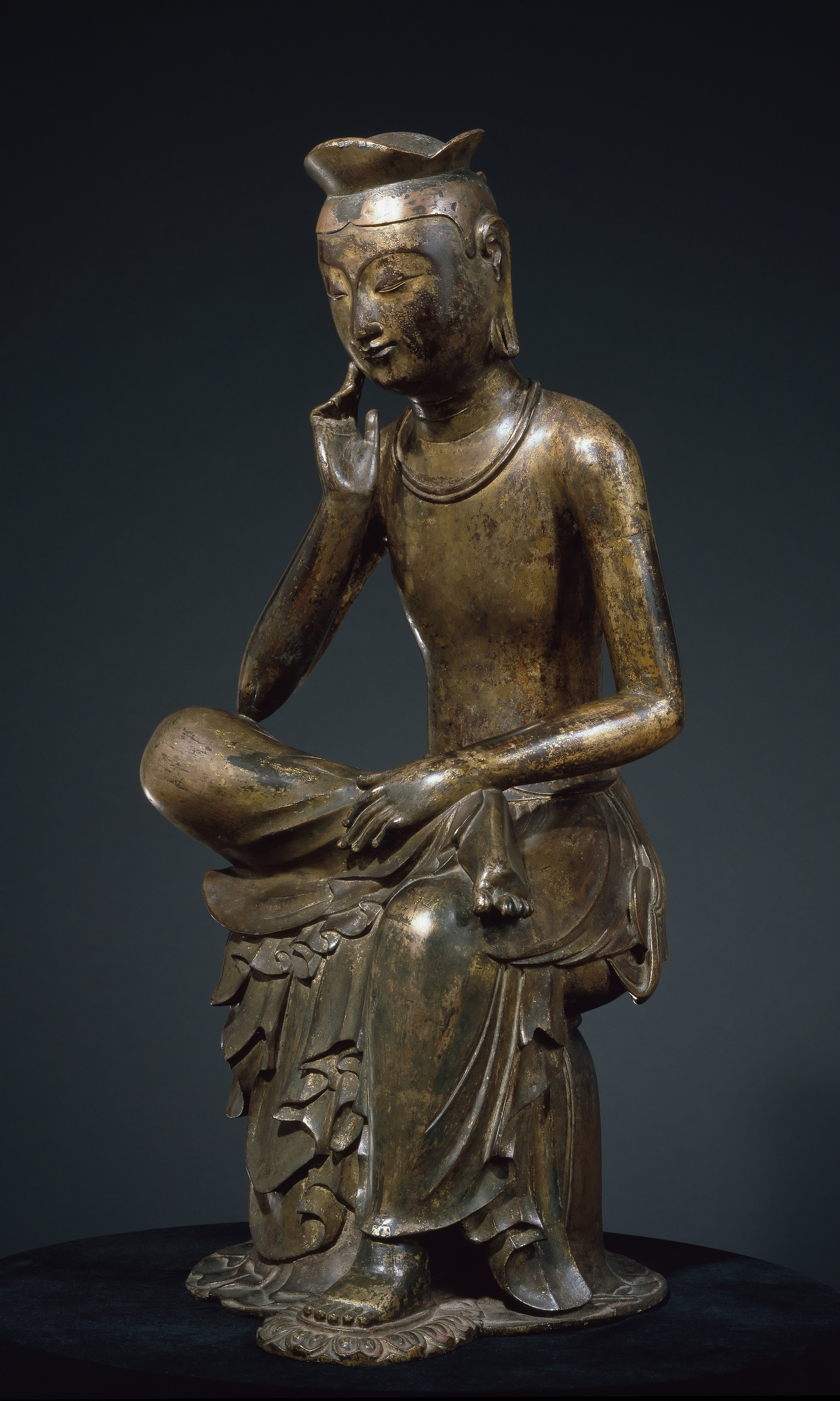
Пангасаюсан. Эпоха Трёх королевств (VII в.). Национальное сокровище Кореи № 83.

Выставочные залы доисторической, античной, средневековой и современной истории и культуры Корейского полуострова.
Правый павильон охватывает исторический отрезок от палеолита, через период Трёх королевств до эпохи Объединённого Силла. Коллекция из примерно 4500 артефактов, извлеченных в результате археологических раскопок по всему полуострову, размещена в девяти экспозиционных залах, в которых последовательно представлены культуры палеолита, неолита, бронзового века, Кочосона, Трёх королевств, Когурё, Пэкче, Кая и Силла .
В левом павильоне этажа представлены Средневековье и Раннее Новое время в залах периодов Объединённого Силла, Бохай, Корё и Чосон.
Среди выдающихся экспонатов, причисленных к национальным сокровищам и достояниям Кореи, можно выделить бронзовый сосуд с надписью для короля Квангэтхо Великого, бронзовый колокол с надписью «Четвёртый год Чхоннён», глиняные плитки с пейзажами эры Пэкче, Королевскую печать для имперских эдиктов (1897 год), золотую корону из Кёнджу, золотую пряжку для ремня королевства Нангнанг (I век н.э.) из гробницы Сеокам-ри № 9 (Пхеньян) и другие. 

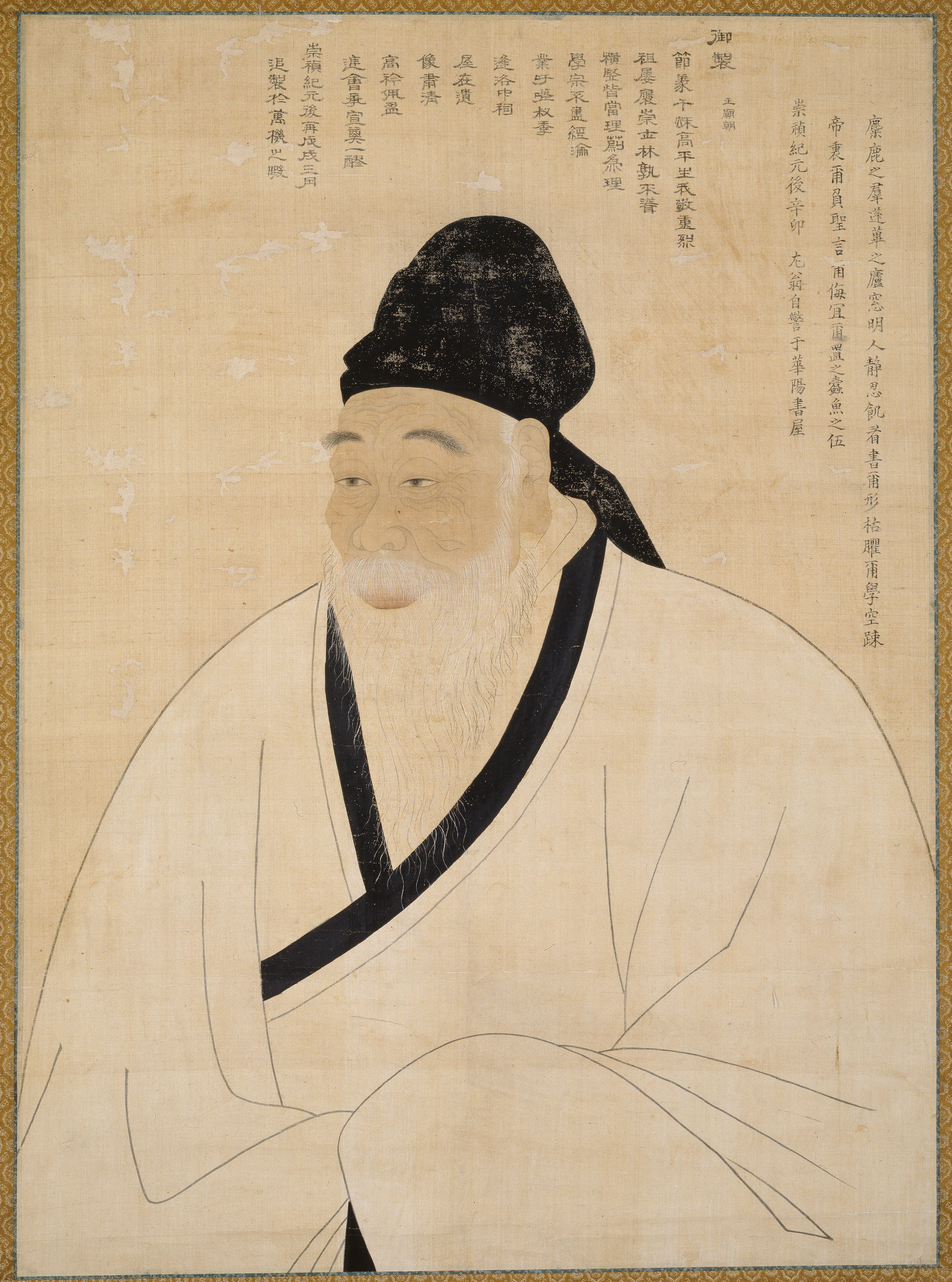
Портрет Сон Си Йоля (Поздний Чосон). Национальное сокровище Кореи № 238.

#### 2 этаж
Галерея даров представлена 800 экспонатами, представленными в 11 залах, названных именами дарителей. В левом павильоне располагаются три галереи корейской каллиграфии и живописи, галерея корейской буддистской живописи и галерея деревянных и лакированных изделий — всего около 900 экспонатов.

Здесь можно видеть такие предметы из списка сокровищ и национальных сокровищ Кореи, как Пангасаюсан (размышляющий Будда в позе пангасаю, или медитирующий майтрея) из позолоченной бронзы эпохи Трёх королевств — один из самых совершенных образцов корейского буддистского искусства и шедевры корейской живописи: «Мудрец, созерцающий воду» Кан Хи Ана (XV век), «Девять излучин Уишань» Ли Сонгиля (1592 год), «Собака-мама со щенками» Ли Ама (середина XVI века), «Золотые горы и воды» Ли Чина (первая половина XVII века), «Портрет Сон Си Йоля» (Поздний Чосон), автопортрет Кан Се Хвана (1782 год), «Бескрайние горы и реки» Ли Ин Муна (вторая половина XVII века), «Борьба сирым» и «Танцующий мальчик» Кима Хон До (вторая половина XVIII века), десятистворчатая ширма «Цветы, птицы, животные, рыбы» Овона (вторая половина XIX века) и другие. 

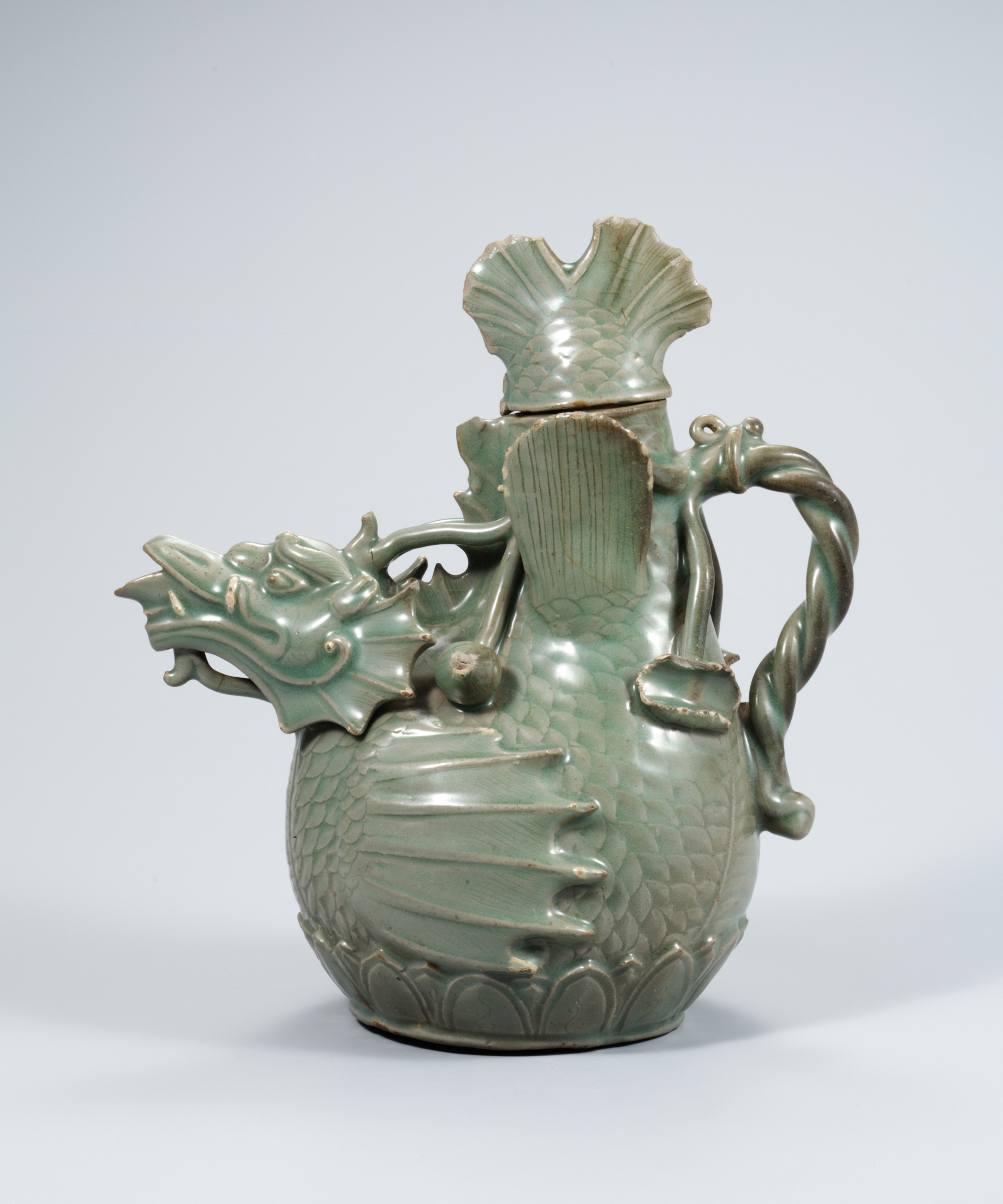
Селадоновый чайник для вина в виде карпа-дракона. Династия Корё (XII в.). Национальное сокровище Кореи № 61.

#### 3 этаж
Корейская буддистская скульптура и ремесленные изделия из металла и керамики представлены 630 экспонатами, расположенными в пяти галереях левого павильона: буддийской скульптуры; деревянных и лакированных изделий; металлического ремесла, селадона и керамики пунчхон и белого фарфора.
Здесь можно видеть такие предметы национальных сокровищ Кореи, как фигурные селадоны эпохи Корё XII века (удивляющий сложностью формы селадоновый чайник в виде карпа-дракона — героя древней легенды, курильница с крышкой в форме льва, ажурная курильница, капельница в форме утки и др.), чаши пунчхон с изображением дракона и пионов, чаща с изображением лотосов в технике сангам, белая фарфоровая чаша с изображением сливы и бамбука, Лунная чаша из белого фарфора, кувшин из белого фарфора с орнаментом из виноградной лозы и обезьяны, статуя стоящего Будды с гравировкой «Семь лет эры Йонга» из позолоченной бронзы эпохи Когурё и другие.
В правом павильоне расположен павильон культур народов мира, разбитый по галереям Месопотамии, Центральной Азии, Индии и Юго-Восточной Азии, Китая, Японии и Древних Греции и Рима.

#### Иммерсивныевиртуальные галереи (ИВГ)
- Панорама (ИВГ № 1) на 1 этаже: панорамные анимированные видеопроекции выдающихся произведений корейской живописи.
- Гробницы с фресками Когурё (ИВГ № 3) на 1 этаже: экскурсия внутрь гробниц Когурё с подробным описанием их стенных росписей.
- VR и 8K UHD (ИВГ № 2) на 2 этаже: изображения высокого разрешения (VR, AR) произведений искусства и артефактов из хранилищ музея.

### Детский музей
Музейное пространство, в котором дети знакомятся с историей и культурой Кореи в игровой форме.

### Библиотека
Просмотр специализированной информации по археологии, истории искусств, истории и другим предметам, связанным с музеем.

### Театр Yong
Профессиональный театр на 805 мест, предлагающий разнообразные семейные представления для посетителей музея.

### Ботанический сад
Перед музеем раскинулся небольшой ботанический сад. Здесь высажены деревья, кустарники и травянистые растения, являющиеся представителями флоры Кореи. Многие растения снабжены табличками с научным названием вида и семейства на латинском и корейском языках, а также с QR-кодом, отсылающим к подробному описанию вида на сайте Korea National Arboretum.

## Аффилированные музеи
- Государственный музей Кёнджу
- Национальный музей Кванджу[англ.]
- Национальный музей Чонджу[англ.]
- Национальный музей Тэгу[англ.]
- Национальный музей Пуё[англ.]
- Национальный музей Конджу[англ.]
- Национальный музей Чинджу[англ.]
- Национальный музей Чхонджу[англ.]
- Национальный музей Кимхэ
- Национальный музей Чеджу[англ.]
- Чхунчхонский национальный музей[англ.]
- Национальный музей Наджу
- Иксанский национальный музей[англ.], бывший музей Мирыксаджи